# Lissègazoun
Lissègazoun est un arrondissement de la commune d'Allada localisé dans le département de l'Atlantique dans le Sud du Bénin,.

## Géographie

### Localisation
Lissègazoun est situé dans la commune d'Allada.

### Administration
Lissègazoun fait partie des 12 arrondissements que compte la commune d'Allada. Il est composé de 14 villages et quartiers de ville sur les 112 que totalise la commune. Il s'agit de :
1. Adjadji-Atinkousa
2. Adjadji-Bata
3. Adjadji-Cossoé
4. Adjadji-Zoungbomey
5. Aota
6. Attouhonou
7. Azohouè-Gbédjicomè
8. Azohouè-Hongbo
9. Djohoungbonou
10. Gbéto
11. Houégoudo
12. Lisségazoun
13. Solokoué
14. Zounmè-Aga[4]

## Toponymie

### Histoire
L'arrondissement de Lissègazoun est une subdivision administrative béninoise. Il devient officiellement un arrondissement de la commune d'Allada le 27 mai 2013 après la délibération et adoption par l'Assemblée nationale du Bénin en sa séance du 15 février 2013 de la loi n° 2013-O5 du 15/02/2013 portant création, organisation, attributions et fonctionnement des unités administratives locales en République du Bénin.

## Population et société

### Démographie
Selon le recensement général de la population et de l'habitation(RGPH4) de l'institut national de la statistique et de l'analyse économique(INSAE) au Bénin en 2013, la population de Lissègazoun compte 3454 ménages pour 14989 habitants.
| Indicateur           | 2013  |
| -------------------- | ----- |
| Nombre de ménages    | 3454  |
| Population féminine  | 7576  |
| Population masculine | 7413  |
| Population totale    | 14989 |

Les ethnies majoritaires sont les Aïzo et les Fon.

## Galerie de photos

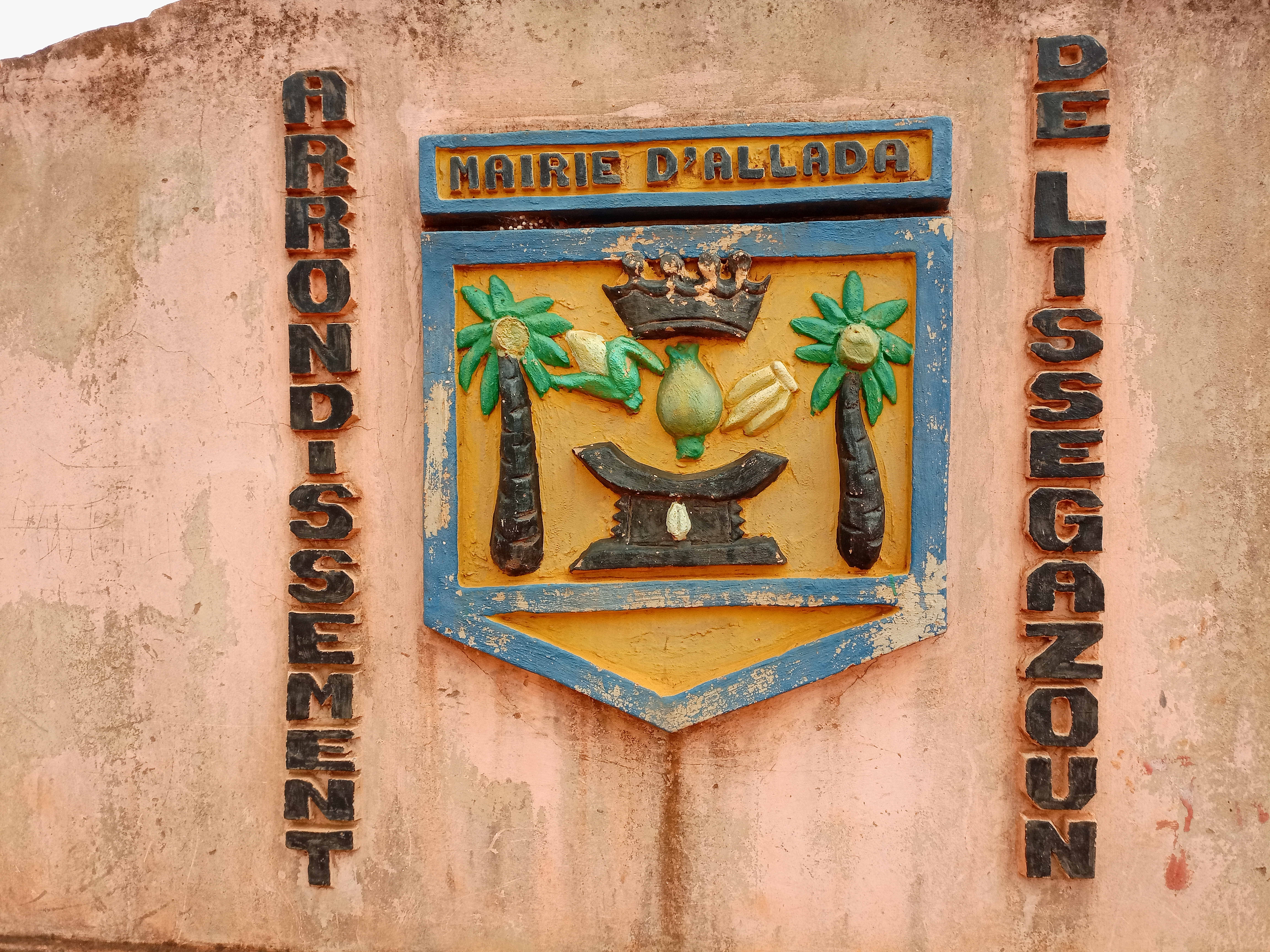
Arrondissement de Lissègazoun (Mur)
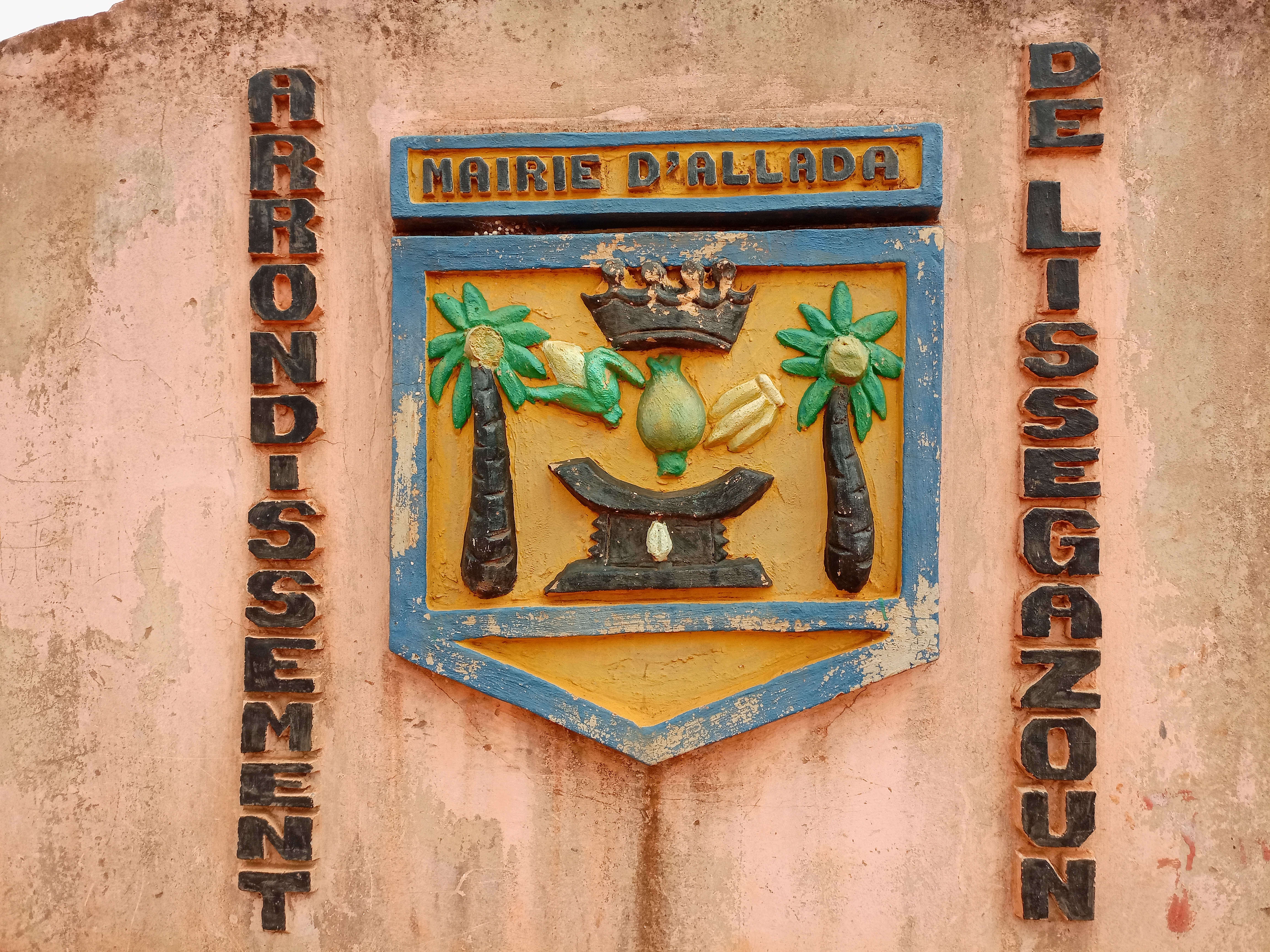
Arrondissement de Lissègazoun (Mur2)
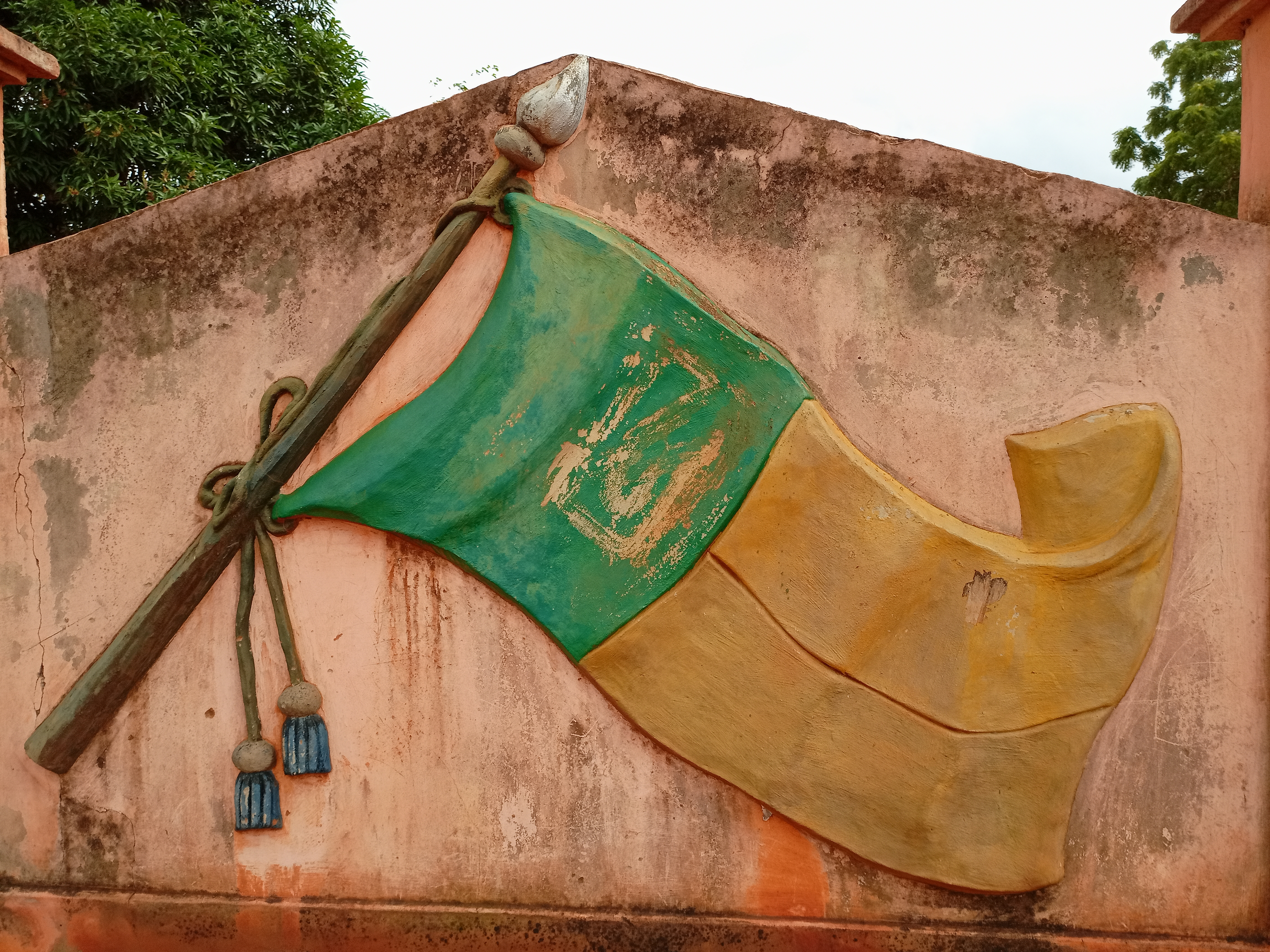
Arrondissement de Lissègazoun drapeau du Bénin au Mur
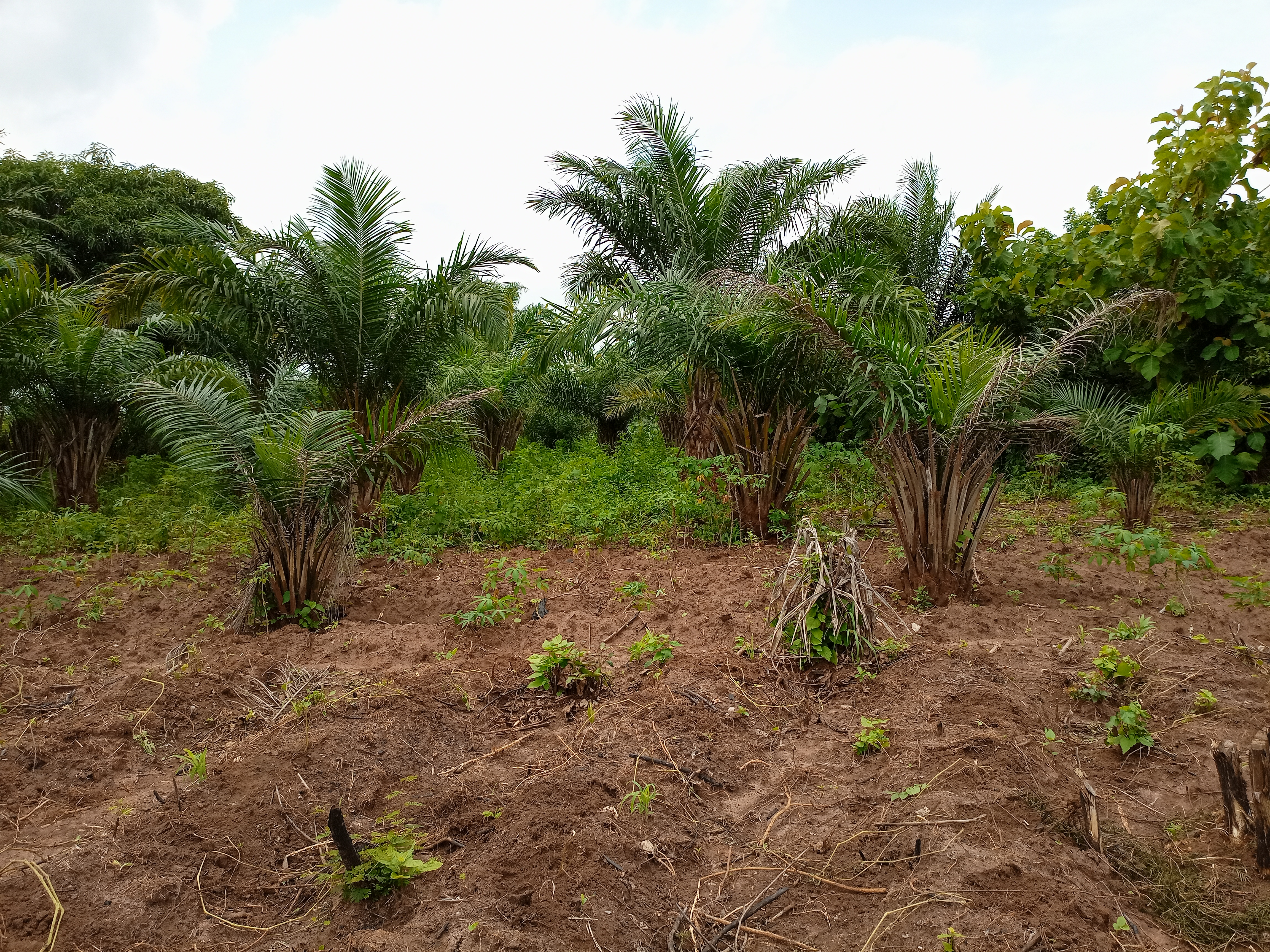
Arrondissement de Lissègazoun ( Village )
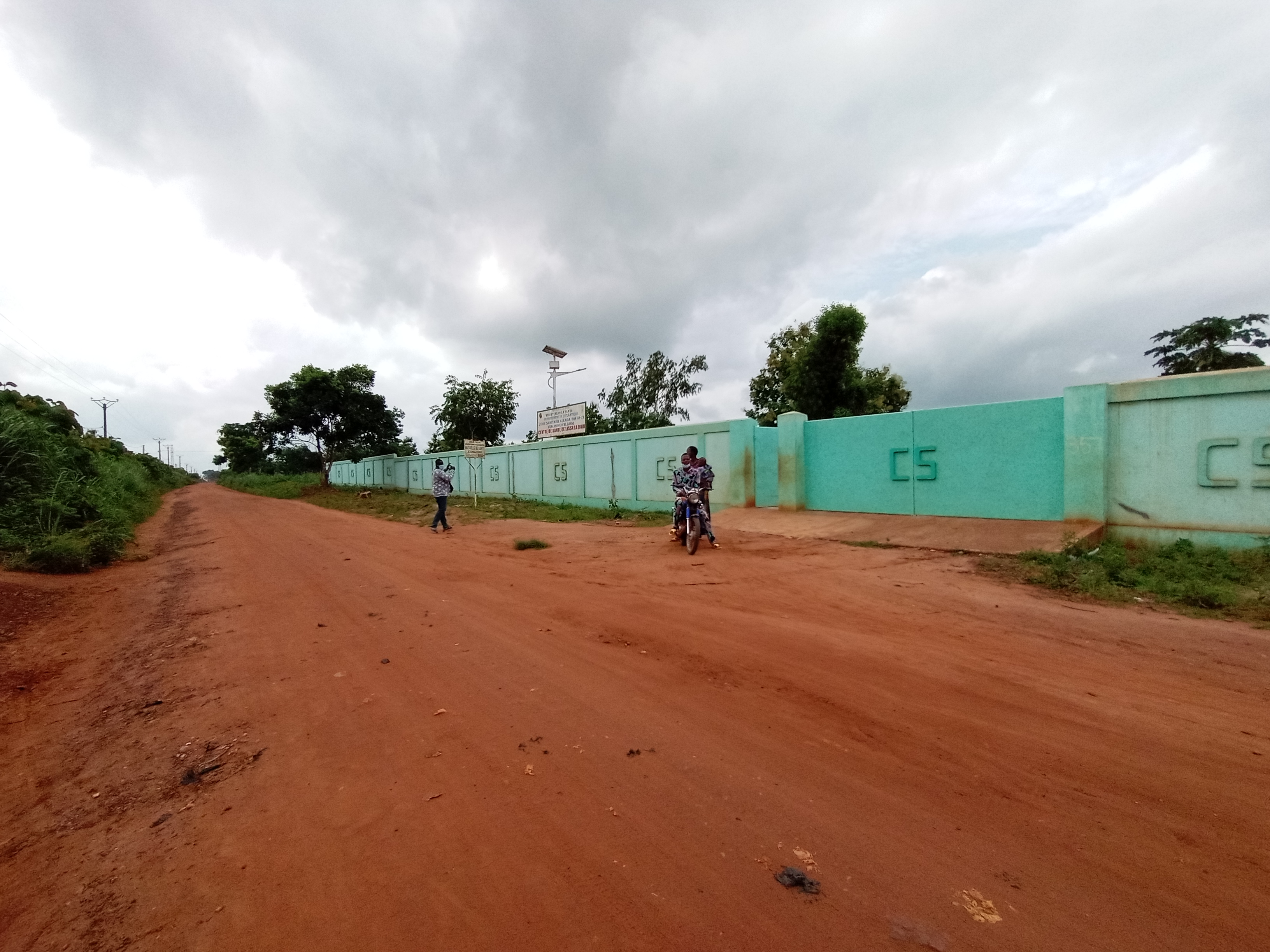
Centre de santé de l'Arrondissement de Lissègazoun
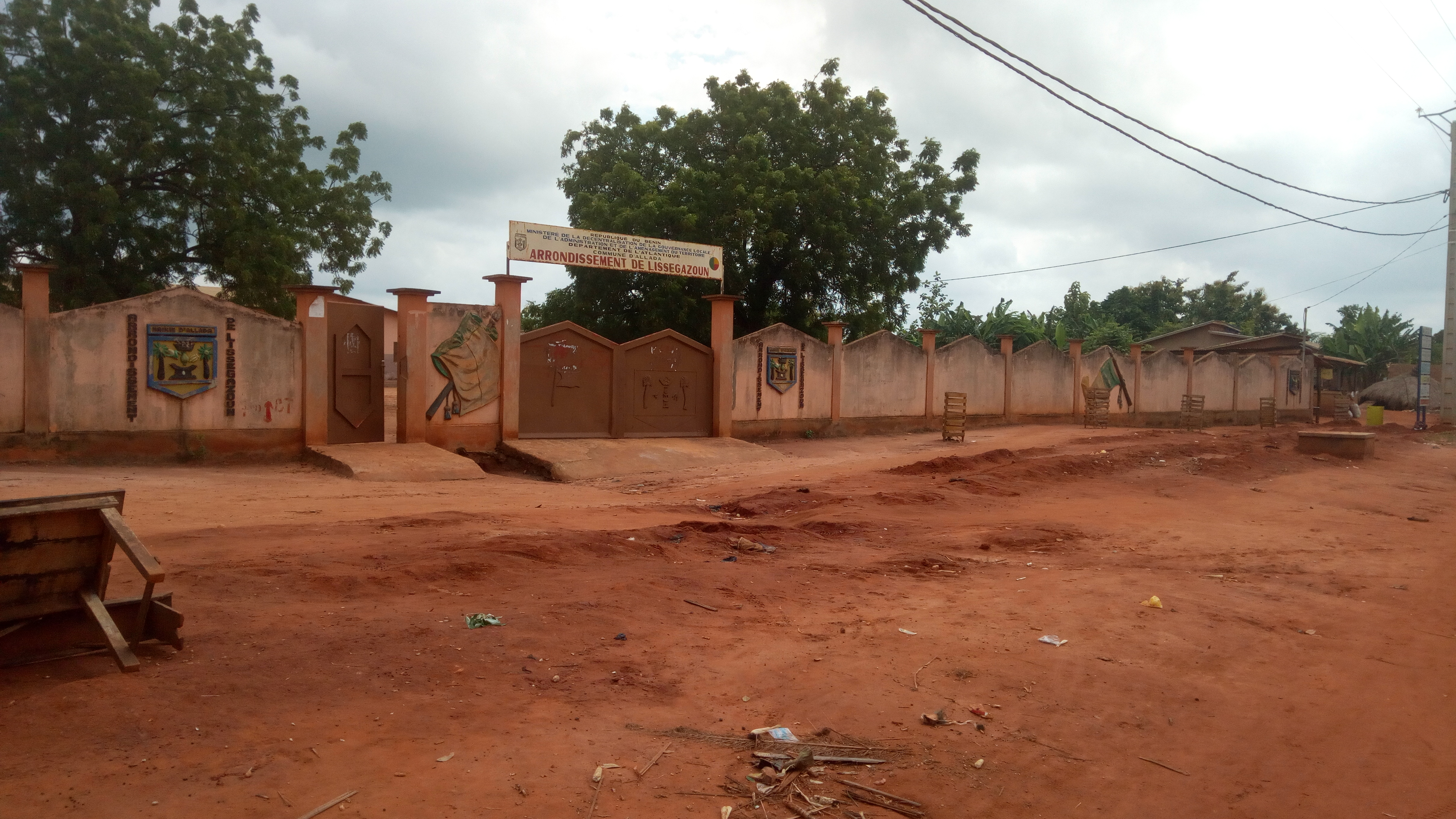
Arrondissement de Lissègazoun 2
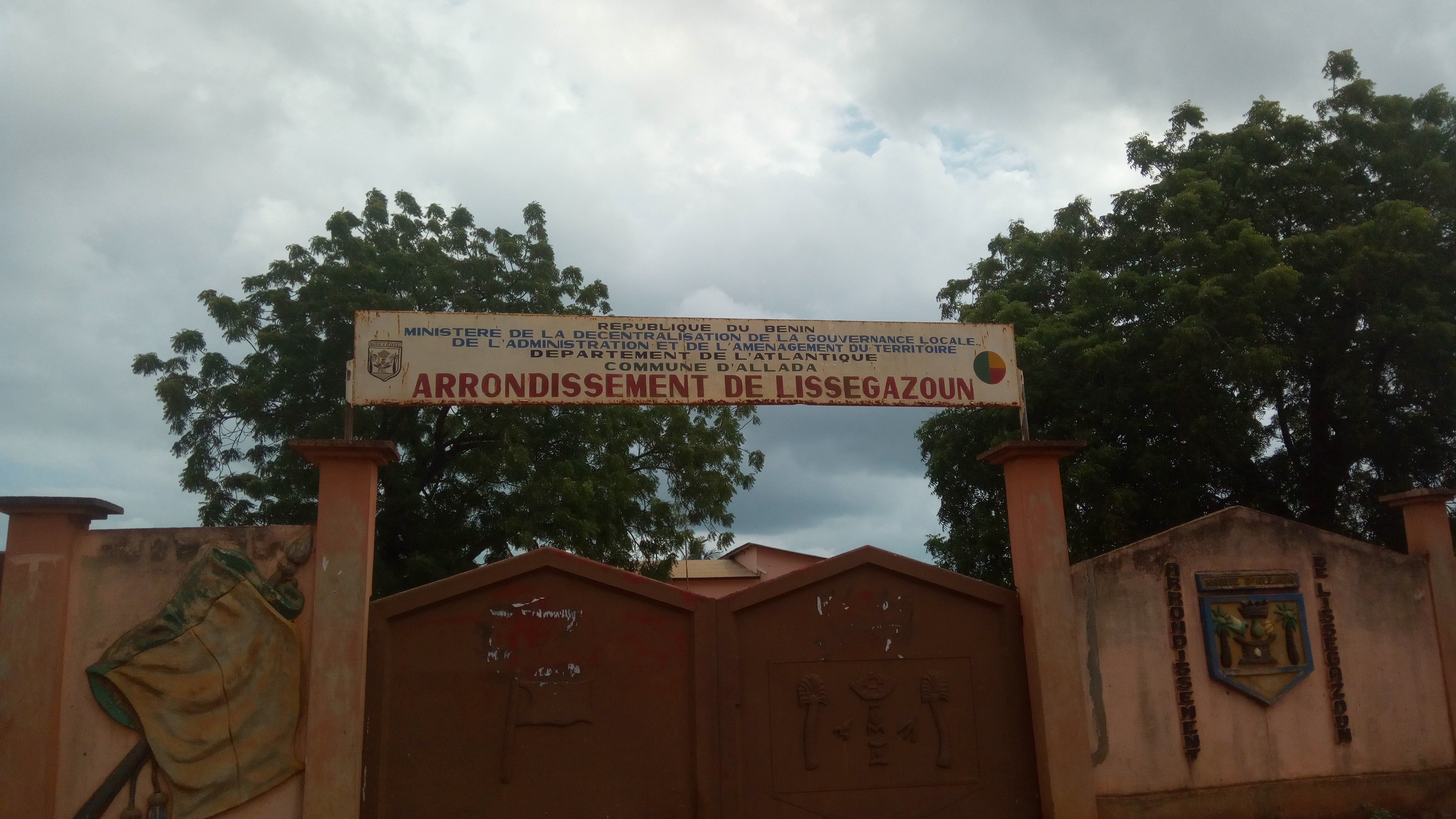
Arrondissement de Lissègazoun.jpg
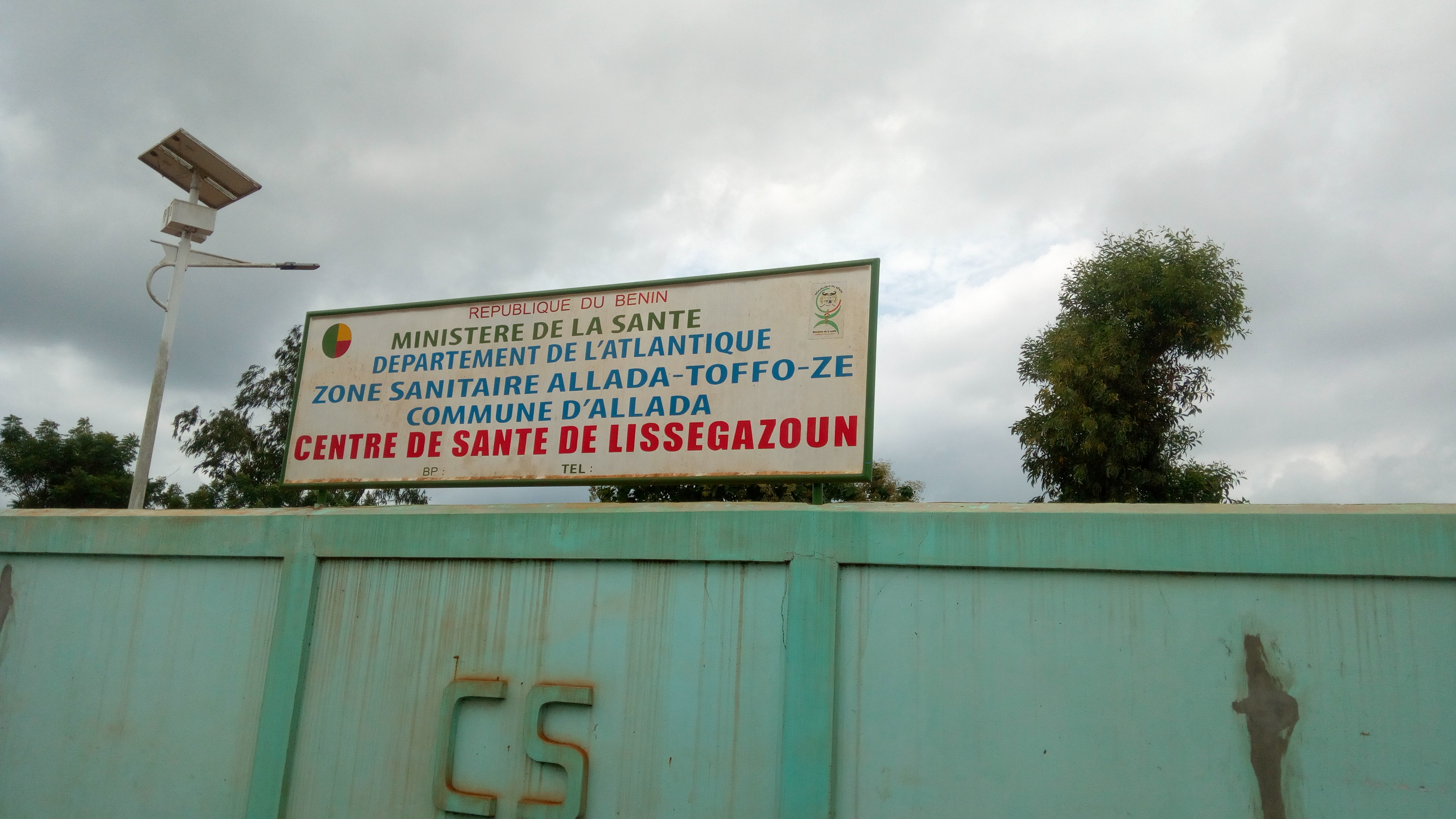
Centre de santé de Lissègazoun
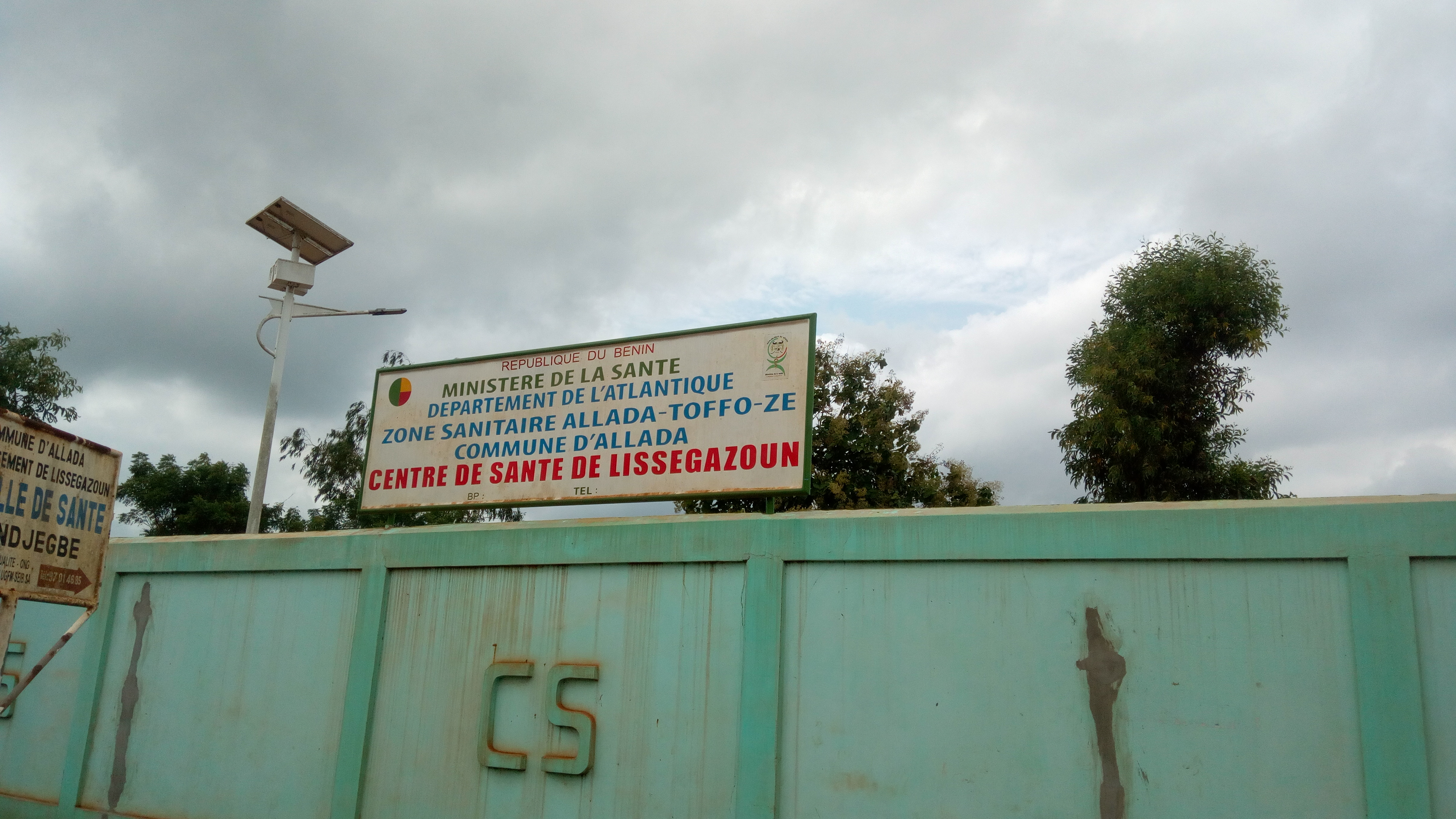
Centre de sant de Lissègazoun